# Ch'Lanchron
L'association Ch'Lanchron (« le pissenlit » en picard) a été créée en avril 1980 pour faire vivre le picard. Son site internet propose d'écouter et de lire des textes et chansons picards. 

## Le journalCh'Lanchron
Ch'Lanchron (éch jornal picard) est un journal trimestriel en picard publié depuis 1980. Le siège social est basé à Abbeville.

## Ch'Lanchron éditeur
Ch'Lanchron édite aussi des livres (ou des numéros spéciaux) d'auteurs picards comme Armel Depoilly (Dargnies, 80), Eugène Chivot (Buigny-lès-Gamaches, 80), Jean Leclercq (Bienfay, 80), Gustave Devraine (Péronne, 80), Pierre Duquet (Prouzel, 80), Victorin Poiteux (Brouchy, 80), Jean-Marie François (Abbeville, 80), Jacques Dulphy (Bourseville, 80), Jack Lebeuf (Mers-les-Bains, 80), Jacques Guignet (Mers-les-Bains, 80), Jean-Bernard Roussel (Vignacourt, 80), Jean-Luc Vigneux (Abbeville, 80), Louis Dulphy (Abbeville, 80), Alfred Voisselle (pcd) (Doullens, 80), Arthur Souverain (Roye, 80), Micheline Waquet (Ailly-le-Haut-Clocher, 80), Gaston Vasseur (Nibas, 80), Alphonse Pasquier (Cerisy-Gailly, 80), Simons (Lille, 59), Fernand Pruvot (Fouilloy-lès-Corbie, 80), Pierre Deglicourt (Woignarue, 80), Bernard Wargnier (Crécy-en-Ponthieu, 80), Charles Lecat (Woignarue, 80)...